# Team Bikab
Team Bikab Eskilstuna klub żużlowy z Eskilstuny (środkowo-południowa Szwecja). Zespół w 2007 występował  w szwedzkiej Allsvenskan.